# 內海紘子
內海紘子（日语：／ Utsumi Hiroko），日本女性動畫師、動畫演出家、動畫導演、漫畫家。Animation Do出身。大阪設計專門學校動畫學科畢業。

## 參加作品

### 電視動畫
2005年
- 驚爆危機！The Second Raid（第2原畫）

2006年
- 涼宮春日的憂鬱 (2006版)（原畫）
- Kanon（—2007年，原畫）

2007年
- 幸運☆星（原畫）
- CLANNAD（—2008年，原畫）

2008年
- CLANNAD ～AFTER STORY～（—2009年，原畫）

2009年
- K-ON！輕音部（原畫、OP原畫）
- 涼宮春日的憂鬱 (2009版)（演出補佐、原畫）

2010年
- K-ON!! 輕音部（分鏡、演出、原畫、前期ED原畫、後期OP原畫）

2011年
- 日常（分鏡、演出、原畫、前期OP原畫、後期OP原畫）

2012年
- 冰菓（分鏡、演出、原畫、前期OP原畫、後期OP原畫）
- 中二病也想談戀愛！（分鏡、演出）

2013年
- 玉子市場（分鏡、OP原畫）
- Free！（導演[2]、分鏡、演出、原畫、OP分鏡&演出、ED分鏡&演出）

2014年
- 中二病也想談戀愛！戀（分鏡）
- Free！ -Eternal Summer-（導演、分鏡、演出、OP分鏡&演出、ED分鏡&演出）

2016年
- DAYS（後期ED分鏡&演出）
- 文豪Stray Dogs (第2期)（分鏡）

2017年
- 我的英雄學院 (第2期)（後期ED分鏡&演出）
- 將國戡亂記（分鏡）

2018年
- BANANA FISH（導演、分鏡、演出、作畫監督輔佐、前期OP分鏡&演出、後期OP分鏡、後期ED分鏡&演出）

2021年
- SK8 the Infinity（原作、導演[3]、人物原案、分鏡、演出）

2024年
- Bucchigiri?!（日语：ぶっちぎり?!）（原作、導演、分鏡、演出）[4]

### 電影動畫
2009年
- 天上人與亞克托人最後的戰鬥（原畫）

2010年
- 涼宮春日的消失（原畫、演出）

2011年
- 劇場版 K-ON！輕音部（原畫、演出[注 1]）

2016年
- 劇場版 遊☆戲☆王：次元的黑暗面（作畫監督、原畫）

2021年
- 劇場版 我的英雄學院：世界英雄任務（第2原畫）

### OVA
2008年
- 幸運☆星OVA 原創等視覺與動畫（原畫）

### 漫畫
- Super Carve！（2016年—）目前正在《Animedia》（學研Plus）連載中

### 遊戲
- Ride Kamens（2024年）—主要人物設定原案[5]

### 其它
- 京都動畫廣告「星星篇」 （页面存档备份，存于）（2011年，原畫）
- 京都動畫廣告「游泳篇」 （页面存档备份，存于）（2013年，分鏡、演出）
- 境界的彼方 偶像裁判！ ～即使迷茫也要裁决之人～（2013年—2014年，分鏡、演出）

## 腳註

## 相關項目
- 日本動畫師列表（日语：アニメ関係者一覧）
- 京都動畫